# ムーミン (アニメ)
『ムーミン』は、トーベ・ヤンソンの同名の小説『ムーミン』シリーズ、および彼女と末弟ラルス・ヤンソンの共著による『ムーミン・コミックス』を原作とした、日本のテレビアニメシリーズ。ムーミンが日本で広く知られるようになるきっかけとなった作品である。

## 概要
本シリーズは、フジテレビ系列『カルピスまんが劇場』（毎週日曜19:30 - 20:00（JST）にて、以下の2度にわたって制作・放送された。
1. 1969年10月5日 - 1970年12月27日まで全65話が放送された、東京ムービー→虫プロダクション制作のもの。旧ムーミンと呼称される。
2. 1972年1月9日 - 12月31日まで全52話が放送された、虫プロダクション制作のもの。新ムーミンと呼称される。

この他にも、シリーズ全体をまとめて『昭和ムーミン』や、初期のキャラクターデザインを担当した大塚康生の名前をとって『大塚ムーミン』と呼称する場合もある他、後年制作された『楽しいムーミン一家』を新作として、本シリーズの2作品をそれぞれ旧作の前期版・後期版と位置づけることもある。
以下、本項目では便宜上1.を1969年版、2.を1972年版と呼称する。
2024年現在、ソフト化や配信・放送が一切行われておらず、視聴が困難になっている（後述）。

## 制作
最初の1969年版は、もともと『ルパン三世 (TV第1シリーズ)』（1971年 - 1972年）の準備にあたっていた、東京ムービーのスタッフチームによって企画・制作されたもので、同作品の制作が決定し制作に入るまでの期間内に、2クールのみの約束で企画された。
チーフプロデューサーを担当した町田仁によると、最初の1969年版の企画時には対案に別企画が提示されていた。しかし、スポンサーのカルピスが「視聴率は取れるかもしれないが、情報公害を流す懸念のあるものに手を出すことはできない」と主張、『ムーミン』に決定した。
演出を担当した大隅正秋によると、制作の際には『ムーミン・コミックス』を参考にしており、アニメ化に伴うアレンジも、そのコミックス以上にならないことを意識しているという。
声優の配役については、過去に「岸田今日子がムーミンの原作を読んだ」という新聞のコラムを見たことを覚えていた大隅が、岸田をムーミンのイメージ配役として企画に出したところ、広告代理店が飛びつき岸田に決定。あとは岸田と演技のバランスをとるため、それまで声優活動を行っていなかったムーミンパパ役の高木均をはじめ、知名度より実力のある役者が起用された。
雪室俊一によれば、スナフキンなど原作にない独特のキャラクターの性格は、脚本の山崎忠昭の考案によるものであるという。スノークのキャラクター作りには、広川太一郎のアドリブが貢献した。本シリーズ独自の設定であるスノークのお嬢さんの「ノンノン」という名は、音響監督の田代敦巳が大隅の妻の愛称「ノンちゃん」を基に決めたものである。
本シリーズは、日本国外の児童文学を原作としたという点で、日本のテレビアニメでは嚆矢とも言える作品だった。当時東映動画にいた高畑勲は、Aプロダクションに所属して本シリーズのキャラクターデザインを担当した大塚康生およびAプロダクション社長の楠部大吉郎から勧誘されて、『長くつ下のピッピ』制作のためにAプロダクションに（宮崎駿・小田部洋一とともに）移籍するが、『ムーミン』にテレビアニメの可能性を感じていたことを後年理由の一つに挙げている。

### 東京ムービーの降板
制作・放送が開始され、企画のズイヨーと東京ムービーのスタッフたちは、第7話「さよならガオガオ」を原作者のトーベ・ヤンソンに見てもらうことに決定。トーベから「大変気に入りました」とお墨付きをもらえるものと期待していたが、帰ってきたのは「これは私のムーミンではありません」など、本シリーズに対する否定的な見解、それに後述するような要望を書き連ねた手紙であった。東京ムービーはこのトーベの手紙の内容をクレームと公表し、第26話を最後に制作を終了。前述の通り、『ルパン三世』制作までの繋ぎとして受注していた都合上、以降の制作継続が物理的に不可能であったため、番組を続ける意向であったズイヨー、それにスポンサーやテレビ局への言い訳として、クレームによる撤退としたのであった。
本来、東京ムービーの幹部は安い制作費で作るために、別番組の枠と抱き合わせでアニメ化の権利を入札した。だが東京ムービーのスタッフはトーベの要望に応えてよい作品を作ろうとし、結果として構成セルの枚数が増え、制作費用が非常に高くついてしまった。このような経緯から、赤字番組となった『ムーミン』を切り捨てたがっていた東京ムービーは、トーベの要望と元々2クールの契約だったことを利用、『ルパン三世』の制作のために急遽制作を終了してしまう。社長に呼び出されたムーミン担当の所属アニメーター達は、打ち切りを知らされると同時に怒られ、がっかりした反面ほっとしたという。一方、この日は制作担当責任者の藤岡が出張でおらず、番組を続けたいと思っていた藤岡は翌日に打ち切りを聞いて憤慨した。しかし社長がもう決めてしまっていたため、後の祭りだったそうである。
東京ムービー期の『ムーミン』のレーザーディスクが発売された1989年時点でも、東京ムービーの社内ではトーベの苦情よりも「赤字を作った作品」という評価の方が強く残っており、世間の評価とは裏腹に社内での評価は低いままだった。

### 虫プロダクションへの交代・視聴者の反応
東京ムービーの契約終了に伴い、第27話『顔をなくしたニンニ』からは新たに虫プロダクションが制作会社として参加した。同社が制作を手掛けるに当たっては、キャラクターデザインを原作の絵に近付ける形でスマートにしたり、スノークのお嬢さん(ノンノン)のリボンを外したり、自動車の使用を控えたりするなど、スタッフはトーベの要望に沿って放送を試みることにした。しかし実際に放送されると、終了後から問い合わせなどが殺到し始めた。
視聴者からは「キャラクターが怖くなった」「つまらなくなったのはなぜ？」「どうしてムードが変わったの？」という意見が出たり、ラジオの深夜放送の投書にも「面白くなくなったのはなぜ？」「なぜ絵を変えたの？」と著しい不評が寄せられた。東京ムービー期の出来に満足していた提供会社のカルピスの役員たちも、第27話を視聴して非常に激しい不満を持った。そのためキャラクターデザインは「日本国内でのみ放送する」という条件で東京ムービー期に近いものへ戻された。

### 原作者の不満
トーベ・ヤンソンは、アメリカのカートゥーン（アニメーション）や西部劇のテレビ放送などを野蛮に思っていたようで、アニメ化すると本シリーズもそれらの要素が波及し、野蛮になるとおそれていたという。実際は原作でもキャラクターが悪さをする場面があり、自動車も登場するが、1969年版の脚本家・山崎忠昭の著書『日活アクション無頓帖』に掲載されたトーベの手紙の全文翻訳では、「出発点、即ち、ムーミン谷、ムーミン的考え方すべてが違って表現されている」に始まり、作品世界の文化から各登場人物の持ち物・服装・生活様式に至るまで、こと細かに要望が書き連ねてある。「スノークのお嬢さん」に名付けた「ノンノン」という名前も、「no」や「non」という否定的な響きに受け取れるとした。
東京ムービー制作期の大塚康生によるキャラクターデザインは、原作小説の挿絵をベースとしつつも大胆にアレンジしており、動きのかわいさや絵の丸みを大切にマシュマロのような柔らかさをもって描かれていた。当時の視聴者にはこの丸みを帯びたキャラクターデザインが「かわいい」と受け入れられたが、トーベにはシャープさに欠けると不評だったようである。また、本来は妖精という設定を視聴者に「ムーミンは河馬（カバ）」と勘違いさせた要因は、角ばった顔と灰色の彩色とも指摘されている。
虫プロ制作期に作画で参加した森田浩光によると、トーベとは何度か話し合いの場が設けられ、トーベ自身が虫プロに出向いたこともあった。だがトーベの要望には例えば「（黒い手袋をはめて）スナフキンやミイの素手を黒くしてほしい」など日本の風土に合わず採用されなかったものがあり、トーベは「これ（同作品）を海外で売る場合は、〈トーベ・ヤンソン原作のムーミン〉として売ることは認められない」と言っていたという。
1969年版はもとより、1972年版でデザイン変更をさらに試みても、なおトーベ側からは「日本国内はともかく、外国での放送は認めません」の一点張りだったと言われている。別の側面としてトーベは本シリーズを全否定したわけではなく、水や空などの背景を「カラー効果が上手くでている」と褒めたり、来日時に「日本的なムーミンもあってもよいと考えるようになりました」と発言し、晩年には「自分の描いたムーミンと違っていても子供たちが喜ぶならそれでいい」と本シリーズを肯定する発言もしていた。
1971年には、1972年版の放送開始記念にトーベが親友のトゥーリッキ・ピエティラ教授と一緒に日本に招かれた際、1969年版の再放送（日曜）を見せないよう、高橋社長は放送時間帯にトーベをホテルから連れ出して鎌倉の海岸に誘い出すなど策を練ったという逸話がある。
このように原作者は不満を持っていたものの、視聴者の子供や親からは好評を得て、ズイヨー（瑞鷹）監修のキャラクターグッズやレコード・ビデオなども発売された。1972年版の人気を受け、再放送は後述の『楽しいムーミン一家』放送前日まで繰り返される。トヨタ自動車は1969年から交通安全の推奨キャラクターに採用し、長く愛された（例：1999年春、2000年春）。
町田仁によると、「ムーミンを5歳の男の子という設定にし、ホームドラマにしたところに成功の原因があった」という。

### 現在
1990年に『楽しいムーミン一家』が放送されて以降、日本国内では再放送やソフト化を始めとする本映像シリーズの二次利用は一切行われておらず、ムーミンキャラクターズ社の意向で、基本的に非公開とされている。
トーベの姪ソフィア・ヤンソンは、ムーミンの著作権を一括管理するムーミンキャラクターズ社の代表を務め、本シリーズについて「このアニメの製作者たちは、トーベが認めなかった大きな自由を手に入れた。このシリーズには、とりわけ、ムーミンの世界に属さない暴力や状況が含まれていた。登場人物も、トーベが創り出す世界とは見た目も色も違っており、内容だけでなく、形も大きく異なっていた」としている。また、ヤンソン代表は｢新作品の公開に依って、本作品を非公開としたのはトーベの意向である」と述べ、「日本人はトーベの決定に失望した。（原作の）ファンでさえこのシリーズを愛していた」と語るが、代表自身も本シリーズは見たことがないという。
その他方、本シリーズでキャラクターデザインを担当していた大塚康生は、21世紀初頭でも台湾では本シリーズが繰り返し再放送されてきたと証言している。
また、トヨタ自動車では2002年まで、「春の交通安全キャンペーン」の幼児向け交通安全教材として、本シリーズの設定を使用したムーミンの絵本と紙芝居を配布していた。
2018年1月に行われた大学入試センター試験の「地理B」で出題された「アニメーションの舞台となった国」に関する問題で、本シリーズのワンカットが使用されている。
2020年、ドキュメンタリー特番『成功の遺伝史』（3月2日放送分）にて、本シリーズの音楽を担当した宇野誠一郎が特集された際には、1972年版の本編映像が併せて使用された。本シリーズの主題歌の『ねえ、ムーミン（ムーミンのテーマ）』などは2020年時点も、ムーミン関係のテレビ映像で使用されることがある。
2022年現在、版権者が運営する英語版のムーミン公式サイトでは、本シリーズが1969年版・1972年版共に紹介されており、それぞれの第1話の映像も公開されているが、いずれもYouTubeに違法アップロードされたものがリンクされたものである。

## 登場人物
1969年版から登場するキャラクター
※（‐/‐）の各左は初登場話。/の左が1969年版、/の右が1972年版。
- ムーミントロール - 岸田今日子（1話‐65話/1話‐52話）
- ムーミンパパ - 高木均（1話‐65話/1話‐52話）
- ムーミンママ - 高村章子（1話‐65話/1話‐52話）
- ノンノン - 武藤礼子（6話‐65話/1話‐52話）
- スノーク - 広川太一郎（6話‐65話/1話‐52話）[注釈 10]
- ミイ - 堀絢子（1話‐65話/1話‐52話）
- スニフ - 富田耕生（1話‐65話/1話‐52話）[注釈 11]
- スナフキン - 西本裕行（4話‐65話/4話‐52話）[注釈 12]
- ミムラ姉さん - 荘司美代子（3話‐65話/1話‐52話）
- ヘムレン - 雨森雅司（1話‐65話/1話‐52話）
- ヘムル署長 - 北村弘一（3話‐65話/1話‐52話）
- スティンキー - 大塚周夫（?話‐/8話‐）
- モラン - 滝口順平（?話‐65話/1話‐52話）
- ジャコウネズミ - 八奈見乗児（1話‐65話/1話‐52話）
- トフス - 貴家堂子（10話‐65話/?話‐52話）
- ビフス - 三輪勝恵（10話‐65話/?話‐51話）、松金よね子（1972年版52話のみ）
- ひこう（飛行）鬼 - 永井一郎（?話‐/?話‐45話）→神山卓三（1972年版46話‐

?話）
- ご先祖様（おじいちゃん） - 北村弘一（1969年版）（話‐/‐）、槐柳二（1972年版）（‐/2話‐?話）
  - 1972年版から登場するキャラクター
- おしゃまさん（トゥーティッキ） - 山本嘉子（‐/3話‐52話）※1969年版はエンディングにワンカット登場。
- メソメソ[注釈 13] - 千々松幸子（‐/5話‐52話）
- その他（ゲスト） - 愛川欽也、 石井敏郎、大木民夫、小原乃梨子、風祭修一、川久保潔、瀬能礼子、立壁和也、近石真介、千葉順二、富山敬、中江真司、納谷悟朗、沼波輝枝、野沢雅子、橋爪功、はせさん治、平井道子、増山江威子、松尾佳子、松島みのり、森功至、矢田耕司、山下啓介、山田駿二、山田康雄、山本圭子他

## ムーミン（1969年版）

### 解説
企画制作は瑞鷹エンタープライズ。アニメーション制作は東京ムービー（Aプロダクション、1970年3月29日放送分（第26話）まで）、虫プロダクション（1970年4月5日放送分（第27話）より）。制作会社変更の経緯については制作の節を参照。
視聴率は放送初回は8.2%、最終回は最高視聴率となる18.0%（視聴率データはすべてビデオリサーチ調べ、関東地区）。裏番組に『サインはV』→『アテンションプリーズ』（TBS系列）という人気番組があったことを考慮すると、健闘したとも言える。当時の他のテレビアニメと比較すると、2〜5歳の子供を持つ20〜34歳の男女の視聴者がかなり多かった。
1969年11月11日付の中央児童福祉審議会第27回放送推薦番組、第12回（1970年）児童福祉文化賞奨励賞、日本視聴者会議賞を受賞。
子供調査研究所の「子供が好きなテレビ番組ベスト・テン」（1970年10月20日〜30日調査）で小学2年生女子の5位。
作風について、東京ムービー制作期は、ムーミンに月面旅行をさせる（月面にはウサギがいるという設定）などユニークな翻案が多い。また、虫プロダクション制作期に移ってからメルヘン度が高まったという。

### スタッフ
- 原作：トーベ・ヤンソン
- 企画：瑞鷹エンタープライズ、高橋茂人
- 音楽：宇野誠一郎
- 制作協力：Aプロダクション（〜第26話）
- 製作：岩崎正美（第27話〜）
- チーフディレクター：りんたろう（第27話〜）
- 美術監督：
  1. 千葉秀雄（〜第26話）
  2. 半藤克美（第27話〜）
- 撮影監督：清水達正
- 編集：井上和夫ほか
- 音響監督：田代敦巳
- 制作：
  1. 東京ムービー、フジテレビ（〜第26話）
  2. 虫プロダクション、フジテレビ（第27話〜）
- ノンクレジット

企画：今泉俊昭（東京ムービー）
チーフプロデューサー：町田仁（電通）
プロデューサー：黒川慶二郎
広告代理店：電通

### 主題歌
全曲とも、作曲・編曲は宇野誠一郎による。
オープニングテーマ / エンディングテーマ - 「ムーミンのテーマ」
作詞 - 井上ひさし / 歌 - 藤田淑子
宇野によると、「ねえムーミン こっちむいて」から始まるこの曲は、初めから藤田が歌うことを想定して書いており、「この感じは彼女にしか出せないんです」と語ったという。だが放送当時は、藤田が中途にCBS・ソニーと歌謡曲歌手としての契約を結んだため、他社が共通に使用できる音源として松島みのり歌唱版が製作された。また、日本コロムビアは松島歌唱版の共通音源と堀江美都子歌唱版、ビクターは玉川砂記子（LPレコード『ねえムーミン』での表記は玉川さきこ）歌唱版をそれぞれ発売し、玉川版は1970年の「第12回日本レコード大賞」で「童謡賞」を受賞している。
収録音盤によっては「ムーミンのうた」と表記されることもある。
1972年版（下記）の主題歌（同一の詞曲だが、「ねえ! ムーミン」表記）も、歌唱は引き続き藤田が手がけている。こちらは日本コロムビアが録音し直した別音源であり、同社からはこれ以降1972年版で発売されることが多くなった。
オープニング・エンディング映像は大別して「東京ムービー版」（第1 - 26話）と「虫プロ版」（第27 - 終）に分けられる。OPはいずれも変更はなかったが、東京ムービー版EDでは映像は変更されなかった代わりに、第8話のみ後奏に口笛が追加、一方の虫プロ版は「第27 - 48話」と「第49話 - 終」に分けられ、前者は以下の通り度々マイナーチェンジされた箇所も存在する。
1. 第1カット：ミイが映されているが、後期のみスノークのお嬢さん(ノンノン)も一緒に映っていた。
2. 第6カット：中期と後期はムーミンが映されているが、前期はスナフキンが映されていた。
3. 第7カット：前期と中期はムーミンママのみだが、後期はムーミンパパとムーミンママ。
4. 第9カット：前期と中期はムーミンパパ、後期はスナフキン。
5. 第10カット：いずれの時期でもムーミンとムーミンママが映されているが、前期のみムーミンが正面を向いていた。この後、中・後期は制作クレジット（虫プロダクション）だが、前期は制作クレジットがなかった。

挿入歌
「スナフキンのうた」
作詞 - 井上ひさし / 歌 - 西本裕行
作中での初使用は、第4話「ふしぎの泉はどこにある?」で、ここでは実際のギターの伴奏での歌唱とされた。以後、ギター伴奏のみで歌唱が省略されたり、オーケストラによる伴奏とともに歌われている。第5話｢パパの思い出のライフル｣の冒頭などで、第24話｢おさびし山のガンマン｣では、口笛が協奏されている。｢おさびし山のガンマン｣ではパパやスノーク、ヘムレンが金鉱を採掘し始めたことを、止めさせようとするスナフキンがスカーフで口元を覆って変装したガンマン(ムーミンに名を訊かれ｢ジャスミン｣と名乗るが、後にムーミンには正体はばれている)が出て来る時に、口笛で断続的に吹奏されている。去った後で口元を覆っていたスカーフを下ろして出てくるが、住民はスナフキンと気付かない設定。この時にはギターと口笛の協奏曲という形で同曲が選曲されている。1969年版の最終回では、スナフキンの歌が聞こえてきたのち、同曲が3番まで使用された。その際の伴奏はオーケストラだったが、作中でのムーミンの台詞は「あ！スナフキンのギターだ」とされている。この他、スノークのお嬢さん(ノンノン)の台詞「お、や、す、み」も被っている。「ムーミンのテーマ」と同様、オルゴールやからくりオルゴール（Sankyo製）としても発売され2次使用されている。
「ムーミンパパのうた」
作詞 - 井上ひさし / 歌 - 高木均
第3話「雨だ! あらしだ!! 洪水だ!!!」で洪水が引き始めのころ、公園でムーミンパパとムーミンママでムーミンを探している時、パパが公園で作詞作曲して歌った。結果騒音を出した罪で初登場のヘムル署長に2人共逮捕された。
「ノンノンのテーマ」
作詞 - 井上ひさし / 歌 - 武藤礼子
第6話「帰って来たノンノン」の最後で、一番後の部分の歌詞「♬ちょっぴり♫ 彼と♪気が合う♩だけよ」の部分が本来よりゆっくりめに唄われている“♬ちょぉ~っぴりぃ~♫ かぁれぇとぉ~♪気が合う~♩だけぇ~よぉ～”と流されたのが、アニメーションの中では初使用となった。
第26話「ノンノンこっちむいて」で断続的にではあるが、本格的に曲の全体が使用された。

### 発売ソフト（レコード、CD）
「おはなしムーミン/ムーミン谷に春がきた」
LP（日本コロムビア、KKS-20077）
後年CD（CC87）にもなって発売された。
- 「ムーミンのテーマ」 作詞 - 井上ひさし / 歌 - 堀江美都子
- 「まだ帰って来ないスナフキン」 作詞 - 能加平 / 歌 - ヤング・フレッシュ
- 「ふしぎなシルクハット」 作詞 - 能加平 / 歌 - ヤング・フレッシュ
- 「雲に乗れば」 作詞 - 能加平 / 歌 - ヤング・フレッシュ
- 「スナフキンの歌」 作詞 - 井上ひさし / 歌 - 西本裕行
- 「昔、おれにもキバがあった」 作詞 - 能加平 / 歌 - アオエトリオ

「ねえムーミン」
LP（日本ビクター、JB-47-S）
- 「ムーミンのテーマ」 作詞 - 井上ひさし / 歌 - 玉川さきこ
- 「おはようムーミン」 作詞 - 宇野誠一郎 / 歌 - 玉川さきこ
- 「ムーミンマーチ」 作詞 - 井上ひさし / 歌 - 玉川さきこ、館野令子
- 「ぼくの名前」 作詞 - 井上ひさし / 歌 - 玉川さきこ
- 「蟻の遺言<ムーミン様へ>」 作詞 - 井上ひさし / 歌 - 西本裕行、玉川さきこ
- 「ムーミンのさんぽ」 作詞 - 宇野誠一郎 / 歌 - 館野令子
- 「蝶とムーミン」 作詞 - 井上ひさし / 歌 - 館野令子
- 「ムーミンとバッタ」 作詞 - 井上ひさし / 歌 - 玉川さきこ、館野令子、高木均、西本裕行
- 「ノンノンのテーマ」 作詞 - 井上ひさし / 歌 - 玉川さきこ
- 「なぞなぞ」 作詞 - 井上ひさし / 歌 - 高木均
- 「お茶の時間」 作詞 - 井上ひさし / 歌 - 高村章子、館野令子
- 「ママはインチキ」 作詞 - 井上ひさし / 歌 - 館野令子、高村章子
- 「ムーミンパパのうた」 作詞 - 井上ひさし / 歌 - 高木均
- 「スナフキンのうた」 作詞 - 井上ひさし / 歌 - 西本裕行
- 「おやすみムーミン」 作詞 - 井上ひさし / 歌 - 玉川さきこ、館野令子
- 「さよならムーミン」 作詞 - 井上ひさし / 歌 - 玉川さきこ、館野令子、高木均、高村章子、西本裕行

ソノシート
（ソニー、P-51）
- 「ムーミンのテーマ」 作詞 - 井上ひさし / 歌 - 藤田淑子
- 「ノンノンのテーマ（ノンノンのうた）」 作詞 - 井上ひさし / 歌 - 武藤礼子

「ミュージッククリップ20ムーミン」
CD（東芝EMI、TOCT-9820)
- 「ムーミンのテーマ」（オープニングTVサイズ） 作詞 - 井上ひさし / 歌 - 藤田淑子
- 「ムーミンのテーマ」（エンディングTVサイズ） 作詞 - 井上ひさし / 歌 - 藤田淑子
- 「ムーミンは昨日」（エンディングTVサイズ） 作詞 - 井上ひさし / 歌 - 増山江威子
- 「スノーク家のしつけ」（フルサイズ） 作詞 - 井上ひさし / 歌 - 広川太一郎
- 「ちいさなミイ」（フルサイズ） 作詞 - 井上ひさし / 歌 - 堀絢子
- 「ムーミンは昨日」（フルサイズ） 作詞 - 井上ひさし / 歌 - 増山江威子
- 「ムーミンのテーマ」 作詞 - 井上ひさし / 歌 - 藤田淑子
- 「ムーミンのテーマ」 作詞 - 井上ひさし / 歌 - 松島みのり
- 「ムーミンパパのうた」 作詞 - 井上ひさし / 歌 - 高木均
- 「ノンノンのうた」 作詞 - 井上ひさし / 歌 - 武藤礼子
- 「スナフキンのうた」 作詞 - 井上ひさし / 歌 - 西本裕行
- 「おはようムーミン」 作詞 - 宇野誠一郎 / 歌 - 玉川さきこ
- 「ぼくの名前」 作詞 - 井上ひさし / 歌 - 玉川さきこ
- 「ムーミン・マーチ」 作詞 - 井上ひさし / 歌 - 玉川さきこ、館野令子
- 「おかえりムーミン」 作詞 - 井上ひさし / 歌 - 玉川さきこ、ヤング・フレッシュ
- 「ムーミンのえかき歌」 作詞 - 井上ひさし / 歌 - 玉川さきこ、ヤング・フレッシュ
- 「おやすみムーミン」 作詞 - 井上ひさし / 歌 - 玉川さきこ、館野令子
- 「さよならムーミン」 作詞 - 井上ひさし / 歌 - 玉川さきこ、館野令子、高木均、高村章子、西本裕行

### 各話リスト
| 話                               | 放送日         | サブタイトル               | 脚本                | コンテ                    | 演出       | 作画監督               |
| -------------------------------- | -------------- | -------------------------- | ------------------- | ------------------------- | ---------- | ---------------------- |
| 1                                | 1969年 10月5日 | シルクハットのひみつ       | 山崎忠昭            | 富野喜幸                  | 大隅正秋   | 大塚康生 柴山努 小林治 |
| 2                                | 10月12日       | 悪魔のハートをねらえ       | 井上ひさし          | 芳八太郎                  | 大隅正秋   | 大塚康生 柴山努 小林治 |
| 3                                | 10月19日       | 雨だ! あらしだ!! 洪水だ!!! | 井上ひさし          | 高市一男                  | 大隅正秋   | 大塚康生 柴山努 小林治 |
| 4                                | 10月26日       | ふしぎの泉はどこにある?    | 山崎忠昭            | 北川春彦                  | 大隅正秋   | 大塚康生 柴山努        |
| 5                                | 11月2日        | パパの思い出のライフル     | 田代淳二            | 山本博                    | 大隅正秋   | 大塚康生 小林治        |
| 6                                | 11月9日        | かえってきたノンノン       | 井上ひさし          | 山本博                    | 大隅正秋   | 大塚康生 柴山努        |
| 7                                | 11月16日       | さよならガオガオ           | 吉田喜昭            | 高市一男                  | 大隅正秋   | 大塚康生 小林治        |
| 8                                | 11月23日       | ノンノンがあぶない!        | 吉田喜昭 小沢洋     | 吉川惣司                  | 大隅正秋   | 大塚康生 柴山努        |
| 9                                | 11月30日       | ムーミン谷の列車大強盗     | 井上ひさし          | 北川春彦                  | 大隅正秋   | 大塚康生 小林治        |
| 10                               | 12月7日        | ふしぎなこびと             | 浅野みち子          | 高橋和十八                | 大隅正秋   | 大塚康生 柴山努        |
| 11                               | 12月14日       | 消えたコレクション         | 浅野みち子          | 阿佐南                    | 大隅正秋   | 大塚康生 小林治        |
| 12                               | 12月21日       | ムーミン谷のクリスマス     | 井上ひさし 吉田喜昭 | 吉川惣司                  | 大隅正秋   | 大塚康生 柴山努        |
| 13                               | 12月28日       | パパは売れッ子作家         | 雪室俊一            | 高市一男                  | 大隅正秋   | 大塚康生 小林治        |
| 14                               | 1970年 1月4日  | ムーミン谷最後の日         | 山崎忠昭            | 高橋和十八                | 大隅正秋   | 大塚康生 小林治        |
| 15                               | 1月11日        | 帆を上げろ! ムーミン号     | 吉田秀子            | 北川春彦                  | 大隅正秋   | 大塚康生 柴山努        |
| 16                               | 1月18日        | 謎のグノース博士           | 吉田喜昭            | 岡崎稔                    | 大隅正秋   | 大塚康生 柴山努        |
| 17                               | 1月25日        | ベビーはどこに?            | 雪室俊一            | 崎枕                      | 大隅正秋   | 大塚康生 柴山努        |
| 18                               | 2月1日         | 乞食になりたい             | 雪室俊一            | 山本一                    | 大隅正秋   | 大塚康生 柴山努        |
| 19                               | 2月8日         | 月着陸OK!                  | 松元力              | 吉川惣司                  | 大隅正秋   | 大塚康生 小林治        |
| 20                               | 2月15日        | スキーでハッスル!          | 吉田秀子            | 矢沢則夫                  | 大隅正秋   | 大塚康生 柴山努        |
| 21                               | 2月22日        | ふしぎな家なき子           | 松元力              | 奥田誠治                  | 大隅正秋   | 大塚康生 小林治        |
| 22                               | 3月1日         | 山男だよヤッホー!          | 雪室俊一            | 矢沢則夫                  | 大隅正秋   | 大塚康生 小林治        |
| 23                               | 3月8日         | チビのミー大作戦           | 吉田喜昭            | 吉川惣司                  | 大隅正秋   | 大塚康生 小林治        |
| 24                               | 3月15日        | おさびし山のガンマン       | 藤川桂介            | 北川春彦                  | 大隅正秋   | 大塚康生 柴山努        |
| 25                               | 3月22日        | おめでとうスノーク         | 松元力 吉田喜昭     | 崎枕                      | 大隅正秋   | 大塚康生 小林治        |
| 26                               | 3月29日        | ノンノンこっちむいて       | 吉田喜昭            | 吉川惣司                  | 大隅正秋   | 大塚康生 柴山努        |
| 制作会社が虫プロダクションに交代 |                |                            |                     |                           |            |                        |
| 27                               | 4月5日         | 顔をなくしたニンニ         | 雪室俊一            | （詳細不明） 虫プロ演出部 | 村野守美   | 藤原万秀               |
| 28                               | 4月12日        | 小さな大冒険               | 藤川桂介            | （詳細不明） 虫プロ演出部 | 上梨満雄   |                        |
| 29                               | 4月19日        | ひこう鬼現わる             | 藤川桂介            | （詳細不明） 虫プロ演出部 | 林政行     | 村野守美 佐々門信芳    |
| 30                               | 4月26日        | 天国からの贈りもの         | 雪室俊一            | （詳細不明） 虫プロ演出部 | 村野守美   | 森田浩光               |
| 31                               | 5月3日         | ごめんねスティンキー       | 吉田喜昭            | （詳細不明） 虫プロ演出部 | 岡崎邦彦   |                        |
| 32                               | 5月10日        | 森のゆうれい屋敷           | 加藤有芳            | （詳細不明） 虫プロ演出部 | 水沢わたる |                        |
| 33                               | 5月17日        | おくびょうな豆泥棒         |                     | （詳細不明） 虫プロ演出部 |            |                        |
| 34                               | 5月24日        | 金の馬銀の馬               | 宮島邦              | （詳細不明） 虫プロ演出部 | 村野守美   | 森田浩光               |
| 35                               | 5月31日        | 夏祭りのオーロラ           | 藤川桂介            | （詳細不明） 虫プロ演出部 | 上梨満雄   |                        |
| 36                               | 6月7日         | ムーミンパパのノート       | 加藤有芳            | （詳細不明） 虫プロ演出部 | 林政行     |                        |
| 37                               | 6月14日        | 小さなみにくいペット       | 加藤有芳            | （詳細不明） 虫プロ演出部 | 奥田誠治   | 森田浩光               |
| 38                               | 6月21日        | 人魚さんこんにちわ         | 宮島邦              | （詳細不明） 虫プロ演出部 | 水沢わたる |                        |
| 39                               | 6月28日        | 家にいるのは誰だ           |                     | （詳細不明） 虫プロ演出部 |            |                        |
| 40                               | 7月5日         | ニョロニョロのひみつ       | 吉田喜昭            | （詳細不明） 虫プロ演出部 | 上梨満雄   |                        |
| 41                               | 7月12日        | マメルクをつかまえろ       | 吉原幸栄            | （詳細不明） 虫プロ演出部 | 高橋良輔   |                        |
| 42                               | 7月19日        | 大きな大きなプレゼント     | 吉原幸栄            | （詳細不明） 虫プロ演出部 | 山本功     |                        |
| 43                               | 7月26日        | あらしの怪獣島             | 田代淳二            | （詳細不明） 虫プロ演出部 | 奥田誠治   |                        |
| 44                               | 8月2日         | 海の星はどこに             | 藤川桂介            | （詳細不明） 虫プロ演出部 | 水沢わたる |                        |
| 45                               | 8月9日         | 悪魔の島がやってきた       | 吉田喜昭            | （詳細不明） 虫プロ演出部 | 上梨満雄   |                        |
| 46                               | 8月16日        | 真夏の雪を探せ!            | 沖屋栗八            | （詳細不明） 虫プロ演出部 | 水沢わたる |                        |
| 47                               | 8月23日        | なくしたペンダント         | 田代淳二            | （詳細不明） 虫プロ演出部 | 林政行     |                        |
| 48                               | 8月30日        | 歩いてきた山びこ           | 沖屋栗八            | （詳細不明） 虫プロ演出部 | 上梨満雄   |                        |
| 49                               | 9月6日         | ピアノなんか大嫌い         | 宮島邦              | （詳細不明） 虫プロ演出部 | 富士見崇   |                        |
| 50                               | 9月13日        | 眠りの輪をぬけだせ         | 加藤有芳            | （詳細不明） 虫プロ演出部 | 石黒昇     |                        |
| 51                               | 9月20日        | 秋はおセンチに             | 田代淳二            | （詳細不明） 虫プロ演出部 | 奥田誠治   |                        |
| 52                               | 9月27日        | 月夜に踊る人形             | 吉田喜昭            | （詳細不明） 虫プロ演出部 | 水沢わたる |                        |
| 53                               | 10月4日        | 凧が知っていた             |                     | （詳細不明） 虫プロ演出部 | 石黒昇     |                        |
| 54                               | 10月11日       | さようなら渡り鳥           | 沖屋栗八            | （詳細不明） 虫プロ演出部 | 出﨑哲     |                        |
| 55                               | 10月18日       | 鳩は飛ばない               | 田代淳二            | （詳細不明） 虫プロ演出部 | 高橋良輔   |                        |
| 56                               | 10月25日       | ムーミン谷のカーニバル     | 吉田喜昭            | （詳細不明） 虫プロ演出部 | 水沢わたる |                        |
| 57                               | 11月1日        | お婆ちゃんのひみつ         | 沖屋栗八            | （詳細不明） 虫プロ演出部 | 上梨満雄   | 森田浩光 樋口雅一      |
| 58                               | 11月8日        | ノンノンがいなくなる?      |                     | （詳細不明） 虫プロ演出部 |            |                        |
| 59                               | 11月15日       | 手品にはタネがある         |                     | （詳細不明） 虫プロ演出部 |            |                        |
| 60                               | 11月22日       | ひとりぼっちの冬           |                     | （詳細不明） 虫プロ演出部 |            |                        |
| 61                               | 11月29日       | 消えた雪うさぎ             | 吉田喜昭            | （詳細不明） 虫プロ演出部 | 水沢わたる |                        |
| 62                               | 12月6日        | 氷姫のいたずら             | 藤川桂介            | （詳細不明） 虫プロ演出部 | 上梨満雄   |                        |
| 63                               | 12月13日       | 一日だけのお姫様           | 星山博之            | （詳細不明） 虫プロ演出部 | 水沢わたる |                        |
| 64                               | 12月20日       | 影なんか恐くない           | 能加平              | （詳細不明） 虫プロ演出部 | 輔逸平     | 森田浩光               |
| 65                               | 12月27日       | おやすみムーミン           | 藤川桂介            | （詳細不明） 虫プロ演出部 | 石黒昇     | 森田浩光 矢沢則夫      |

### 放送局（1969年版）
※★印は、『読売新聞』1970年3月2日付夕刊6面、カルピス広告より。
- フジテレビ（制作局）：日曜 19:30 - 20:00 ★
- 青森放送：金曜 18:00 - 18:30[38]
- 秋田テレビ：日曜 19:30 - 20:00 ★
- 山形テレビ（1970年4月開局から）：日曜 19:30 - 20:00[39]
- 仙台放送：土曜 18:00 - 18:30（1970年9月まで） ★→ 日曜 19:30 - 20:00（1970年10月から）[40]
- 福島テレビ：金曜 18:00 - 18:30（1971年8月 - 9月）→  月曜 - 金曜 17:15 - 17:45（1971年11月 - 1972年1月）[41]
- 富山テレビ：日曜 19:30 - 20:00[42] ★
- 石川テレビ：日曜 19:30 - 20:00[42] ★
- 福井テレビ：日曜 19:30 - 20:00 ★
- 長野放送：日曜 19:30 - 20:00 ★
- テレビ静岡：日曜 19:30 - 20:00 ★
- 東海テレビ：日曜 19:30 - 20:00 ★ ※1975年10月3日より金曜19:00 - 19:30のローカルセールス枠において本シリーズの再放送を開始[43]。再放送の期間は1年弱にも及んだが、第51話「秋はおセンチに」を放映後、翌週の1976年9月24日に当時の視聴率ドル箱ともいえる「中日 - 巨人」戦をローカルにて放送することになり、雨天中止の場合は「ムーミン」を放送すると告知されたが、試合は中止にならずそのまま同試合を放送（5-2にて中日が勝利)。さらに10月1日からは同時間帯にて、空手試合のダイジェスト番組『ザ・空手』がスタートし、そのまま2022年現在も告知なく中断のままである。
- 関西テレビ：日曜 19:30 - 20:00 ★
- 広島テレビ：土曜 18:00 - 18:30 ★
- テレビしまね（1970年4月開局から）：日曜 19:30 - 20:00
- 愛媛放送（1969年12月開局から）：日曜 19:30 - 20:00 ★
- 岡山放送:日曜19:30-20:00
- テレビ西日本：日曜 19:30 - 20:00 ★
- サガテレビ：日曜 19:30 - 20:00 ★
- テレビ熊本：日曜 18:00 - 18:30 ★

## ムーミン（1972年版）

### 解説
1969年版の後半と同様に、企画制作を瑞鷹エンタープライズ、アニメーション制作を虫プロダクションがそれぞれ担当。番組表によっては『新ムーミン』と表記されることもあった。
作画監督の森田浩光によると、当初は「全く新しい感じのムーミンにしよう」という考えも持ち上がったものの、1969年版のイメージを変えてしまうのは良くないとなり、海外展開は考えず、日本風ムーミンとして制作されたという。
キャラクターの黒目を大きくしたり、道徳的なエピソードを増やしたり、原作を基にした脚本（翻案）を小説から新聞連載のコミックスのエピソードにしたことなどが、1969年版との違いである。また、脚本はオリジナルエピソードも多い。その他、スナフキンの頭は同作品より茶色の頭髪が描かれ、帽子にも花飾りがあしらわれるようになった。このキャラクターデザインの変更などは「非輸出」を条件としたものだったが、実際には輸出された事例が存在する。

### スタッフ
- 原作 - トーベ・ヤンソン
- 企画 - 瑞鷹エンタープライズ、高橋茂人
- 設定 - 星山博之
- 担当制作 - 橋本直人、井出康道、他
- 音楽 - 宇野誠一郎
- 美術監督 - 半藤克美
- 撮影監督 - 原屋楯男
- 音響監督 - 田代敦巳
- 効果 - 柏原満
- 録音 - 東京スタジオセンター、熊谷良兵衛
- 現像 - 東京現像所
- 制作主任 - 国井よういち
- チーフディレクター - りんたろう
- プロデューサー - 岩崎正美
- プロデューサー補 - 野崎欣宏

### 主題歌など
全曲とも、作曲・編曲は宇野誠一郎による。
オープニングテーマ
「ねえ! ムーミン」
作詞 - 井上ひさし / 歌 - 藤田淑子
1969年版（上記）のOP「ムーミンのテーマ」と同じ歌だが、この時期にはCBS・ソニーとの歌手契約が満了していた模様で、1972年版のために日本コロムビアが新たに録音した。初出音盤はSCS-152（1972年2月発売）。1969年版も含め、2番は番組の中で流れた。※レコードを除く。

エンディングテーマ
「ねえ! ムーミン」（第1回 - 第18回）
作詞 - 井上ひさし / 歌 - 藤田淑子
「ムーミンはきのう」（第19回 - 第34回、第49回 - 第52回）
作詞 - 井上ひさし / 歌 - 増山江威子
「ちいさなミイ」（第35回 - 第44回）
作詞 - 井上ひさし / 歌 - 堀絢子
「スノーク家のしつけ」（第45回 - 第48回）
作詞 - 井上ひさし / 歌 - 広川太一郎

挿入歌・イメージソング
「スナフキンの歌」
作詞 - 井上ひさし / 歌 - 西本裕行
1969年版からの流用。但しスナフキンがかえってきたでの歌唱は、69年の録音ではなく別に録音したので、歌唱に捻りが加わった音源である．ギター演奏のみの場合か、オーケストラの場合では歌うこともあった。第4話"スナフキンが帰って来た"ではヘムレンさんが捨てたホルンでの演奏もあった。
「ムーミン谷のうた」
作詞 - 田代敦巳 / 歌 - 桜井妙子
OP1のB面に収録。
「えかきうたムーミン」
作詞 - 丘灯至夫 / 歌 - 増山江威子、北川国彦、はせさん治、山田俊司、野村道子
「ムーミンのクリスマス」
作詞 - 井上ひさし / 歌：増山江威子 / コーラス：北川国彦、はせさん治、山田俊司、野村道子
クリスマス企画盤のオムニバスEP『みんなのクリスマス』（1972年11月発売、C-517）に「仮面ライダークリスマス」「超人バロム1のクリスマス」「樫の木モックのクリスマス」と共に収録された楽曲。
「スノーク家のしつけ」
作詞 - 井上ひさし / 歌 - 広川太一郎
最終回でスナフキンがみんなの家を回った時、スノーク、ノンノンの家の前に来た時に流れた。エンディングの流用。
「ムーミンパパのうた」
作詞 - 井上ひさし / 歌 - 高木均
スノーク家のしつけと同じく、スナフキンがムーミンの家の前に来た時に流れた。1969年版の流用。

### 各話リスト
| 話 | 放送日        | サブタイトル             | 脚本            | 演出       | 作画監督 | 作画                                                                    |
| -- | ------------- | ------------------------ | --------------- | ---------- | -------- | ----------------------------------------------------------------------- |
| 1  | 1972年 1月9日 | ゆめ・ゆめ・ゆめ         | 藤川桂介        | 石黒昇     | 森田浩光 | 金山明博 朝戸澄子 菊田武勝 上梨壱也                                     |
| 2  | 1月16日       | 春を呼ぶ火祭り           | 田代淳二        | 上梨満雄   | 森田浩光 | 進藤満尾 川尻善昭 安彦良和 吉村昌輝                                     |
| 3  | 1月23日       | 今日は、おしゃまさん     | 藤川桂介        | 水沢わたる | 芦田豊雄 | 海老沢幸男 鈴木正俊 広瀬和子 上梨壱也                                   |
| 4  | 1月30日       | スナフキンが帰って来た   | 吉田喜昭        | 棚橋一徳   | 芦田豊雄 | 金山明博 朝戸澄子 菊田武勝 高崎勝夫                                     |
| 5  | 2月6日        | 狼なんかこわくない       | 加藤有芳        | 石黒昇     | 森田浩光 | 小川隆男 礼木幾夫 樋口雅一 吉村昌輝                                     |
| 6  | 2月13日       | 落ちてきた星の子         | 加藤有芳        | 平田敏夫   | 森田浩光 | 進藤満尾 川尻善昭 安彦良和 上梨壱也                                     |
| 7  | 2月20日       | 白い馬と満月と           | 田代淳二        | 林政行     | 芦田豊雄 | 海老沢幸男 鈴木正俊 広瀬和子 高崎勝夫                                   |
| 8  | 2月27日       | ふしぎなスプーン         | 吉田喜昭        | 上梨満雄   | 森田浩光 | 金山明博 朝戸澄子 菊田武勝 上梨壱也                                     |
| 9  | 3月5日        | おじさんは手品師?        | 沖島勲          | 小杉信雄   | 芦田豊雄 | 小川隆雄 礼木幾夫 樋口雅一 吉村昌輝                                     |
| 10 | 3月12日       | 署長さんがいなくなる     | 吉田喜昭        | 水沢わたる | 森田浩光 | 進藤満尾 川尻善昭 安彦良和 高崎勝夫                                     |
| 11 | 3月19日       | ムーミン谷は穴だらけ     | 鈴木良武        | 南川博     | 芦田豊雄 | 海老沢幸男 鈴木正俊 広瀬和子 吉村昌輝                                   |
| 12 | 3月26日       | 鏡の中のマネマネ         | 多地映一        | 棚橋一徳   | 芦田豊雄 | 小川隆雄 札木幾夫 樋口雅一 高崎勝夫                                     |
| 13 | 4月2日        | ヘムレンさんの約束       | 藤川桂介        | 水沢わたる | 森田浩光 | 金山明博 朝戸澄子 菊田武勝 上梨壱也                                     |
| 14 | 4月9日        | メソメソ君のマイホーム   | 吉田喜昭        | 石黒昇     | 森田浩光 | 海老沢幸男 鈴木正俊 広瀬和子 吉村昌輝                                   |
| 15 | 4月16日       | ムダ騒動はムダ           | 吉田喜昭        | 林政行     | 芦田豊雄 | 進藤満尾 川尻善昭 安彦良和 高崎勝夫                                     |
| 16 | 4月23日       | ミイってやさしいの?      | 吉田喜昭        | 水沢わたる | 芦田豊雄 | 金山明博 朝戸澄子 岡田敏靖 上梨壱也                                     |
| 17 | 4月30日       | ノンノンの願い           | 鈴木良武        | 上梨満雄   | 森田浩光 | 小川隆雄 札木幾夫 樋口雅一 吉村昌輝                                     |
| 18 | 5月7日        | 海の風車                 | 加藤有芳        | 平田敏夫   | 森田浩光 | 海老沢幸男 鈴木正俊 広瀬和子 高崎勝夫                                   |
| 19 | 5月14日       | ふしぎな遊星人           | 三枝睦明        | 石黒昇     | 芦田豊雄 | 木山守 黒沢次郎 細島勝男                                                |
| 20 | 5月21日       | ママのハンドバッグ       | 藤川桂介        | 樋口雅一   | 芦田豊雄 | 進藤満尾 川尻善昭 安彦良和 木口準                                       |
| 21 | 5月28日       | 花占い大事件             | 雪室俊一        | 林政行     | 森田浩光 | 金山明博 朝戸澄子 上梨壱也 千住美知子                                   |
| 22 | 6月4日        | 町からきた少年           | 栗田邦夫        | 立花遊     | 芦田豊雄 | 小川隆雄 札木幾夫 樋口雅一 高崎勝夫                                     |
| 23 | 6月11日       | ママ、ごめんなさい       | 田代淳二        | 水沢わたる | 森田浩光 | 海老沢幸男 鈴木正俊 広瀬和子 木口準                                     |
| 24 | 6月18日       | 時計を作ろう             | 田代淳二        | 高市一男   | 宇月始   | 木山守 黒沢次郎 細島勝男                                                |
| 25 | 6月25日       | 夏への扉                 | 吉田喜昭        | 小林三男   | 芦田豊雄 | 進藤満尾 樋口雅一 川尻善昭 太田左秩子                                   |
| 26 | 7月2日        | 金色のしっぽ             | 田代淳二        | 石黒昇     | 矢沢則夫 | 千葉雅子 草柳則子 末次美智夫                                            |
| 27 | 7月9日        | ニョロニョロが怒った     | 吉田喜昭        | 上梨満雄   | 森田浩光 | 金山明博 朝戸澄子 上梨壱也 石黒篤                                       |
| 28 | 7月16日       | 信じる? 信じない?        | 田代淳二        | 石黒昇     | 矢沢則夫 | 千葉雅子 草柳則子 篠原征子                                              |
| 29 | 7月23日       | 水晶玉にはなにがみえる   | 三枝睦明        | 出﨑哲     | 芦田豊雄 | 進藤満尾 樋口雅一 吉村昌輝 西村あや                                     |
| 30 | 7月30日       | 消えないおばけ           | 多地映一        | 平田敏夫   | 森田浩光 | 金山明博 朝戸澄子 上梨壱也 槌田幸一                                     |
| 31 | 8月6日        | おかしなケンカ           | 吉田喜昭        | 樋口雅一   | 宇月始   | 木山守 藤原万秀 細島勝男                                                |
| 32 | 8月13日       | 消えた人形               | 田代淳二        | 石黒昇     | 矢沢則夫 | 田中享 草柳則子 石塚弘美                                                |
| 33 | 8月20日       | ひとりぽっちのパパ       | 栗田邦夫        | 林政行     | 芦田豊雄 | 進藤満尾 樋口雅一 吉村昌輝 宍倉敏                                       |
| 34 | 8月27日       | ぼくは王様だ!            | 藤川桂介        | 上梨満雄   | 森田浩光 | 金山明博 朝戸澄子 上梨壱也 坂本公一                                     |
| 35 | 9月3日        | パパの古い靴             | 沖島勲          | 沖島勲     | 芦田豊雄 | 岡田敏靖 藤原万秀                                                       |
| 36 | 9月10日       | おじいちゃんは世界一     | 栗田邦夫        | 水沢わたる | 森田浩光 | 進藤満尾 樋口雅一 吉村昌輝 野田拓実                                     |
| 37 | 9月17日       | 月夜になる鐘             | 吉田喜昭        | 石黒昇     | 芦田豊雄 | 佐々門信芳 礼木幾夫 川尻善昭 新田敏夫                                   |
| 38 | 9月24日       | 赤い月の呪い             | 吉田喜昭        | 立花遊     | 森田浩光 | 金山明博 朝戸澄子 上梨壱也 千住美知子                                   |
| 39 | 10月1日       | 笑いの仮面               | 多地映一        | 水沢わたる | 岡田敏靖 | 岡田グループ                                                            |
| 40 | 10月8日       | やぶれた絵本             | 多地映一        | 樋口雅一   | 森田浩光 | 進藤満尾 樋口雅一 吉村昌輝 望月敬一郎                                   |
| 41 | 10月15日      | 言葉が消える?            | 加藤有芳        | 立花遊     | 芦田豊雄 | スタジオ・ルック                                                        |
| 42 | 10月22日      | はばたけ! ペガサス       | 藤川桂介        | 小林三男   | 矢沢則夫 | 田中享                                                                  |
| 43 | 10月29日      | アリオンのたて琴         | 田代淳二        | 崎枕       | 森田浩光 | 金山明博 朝戸澄子 上梨壱也 神林光嗣                                     |
| 44 | 11月5日       | 雲と遊ぼう               | 沖島勲          | 沖島勲     | 岡田敏靖 | 岡田グループ                                                            |
| 45 | 11月12日      | 眠りたい眠れない         | 藤川桂介        | 水沢わたる | 芦田豊雄 | 進藤満尾 樋口雅一 吉村昌輝                                              |
| 46 | 11月19日      | 飛行鬼にまけるな!        | 加藤有芳        | 朝戸澄子   | 森田浩光 | スタジオ・ルック                                                        |
| 47 | 11月26日      | 氷の国をぬけだせ         | 栗田邦夫        | 石黒昇     | 矢沢則夫 | 田中享 草柳則子 石塚弘美                                                |
| 48 | 12月3日       | こわれたくびかざり       | 吉田喜昭        | 上梨満雄   | 芦田豊雄 | 金山明博 朝戸澄子 上梨壱也 石黒篤                                       |
| 49 | 12月10日      | 消えちゃった冬           | 藤川桂介        | 石黒昇     | 矢沢則夫 | 田中享 草柳則子 石塚弘美                                                |
| 50 | 12月17日      | パパのぼうけん           | 多地映一        | 水沢わたる | 芦田豊雄 | 金山明博 朝戸澄子 上梨壱也 坂本公一                                     |
| 51 | 12月24日      | スナフキンなんか大きらい | 星山博之 立花遊 | 立花遊     | 森田浩光 | 進藤満尾 樋口雅一 吉村昌輝 遠藤裕一 樋口美知子                          |
| 52 | 12月31日      | さらばムーミン谷         | 吉田喜昭        | 上梨満雄   | 森田浩光 | 進藤満尾 樋口雅一 吉村昌輝 西村あや 金山明博 朝戸澄子 上梨壱也 坂本公一 |

### 放送局（1972年版）
- フジテレビ（制作局）：日曜 19:30 - 20:00
- 北海道文化放送：日曜 19:30 - 20:00[注釈 20]
- 秋田テレビ：日曜 19:30 - 20:00[46]
- 山形テレビ：日曜 19:30 - 20:00[46]
- 岩手放送：日曜 10:30 - 11:00[47]
- 仙台放送：日曜 19:30 - 20:00[46]
- 福島テレビ：月曜 - 金曜 17:15 - 17:45[48]
- 富山テレビ：日曜 19:30 - 20:00[49]
- 石川テレビ：日曜 19:30 - 20:00[49]
- 福井テレビ：日曜 19:30 - 20:00[49]
- 長野放送：日曜 19:30 - 20:00
- テレビ静岡：日曜 19:30 - 20:00
- 東海テレビ：日曜 19:30 - 20:00
- 関西テレビ：日曜 19:30 - 20:00
- テレビしまね→山陰中央テレビ：日曜 19:30 - 20:00
- 岡山放送:　日曜19:30-20:00
- 西日本放送:月曜18:00-18:30[50]
- 広島テレビ：土曜 18:00 - 18:30
- 愛媛放送：日曜 19:30 - 20:00
- テレビ西日本：日曜 19:30 - 20:00
- テレビ熊本　:日曜18:00-18:30
- テレビ長崎:水曜19:00-19:30
- サガテレビ：日曜 19:30 - 20:00
- テレビ宮崎：水曜 19:00 - 19:30[51]
- 鹿児島テレビ：水曜 19:00 - 19:30[51]
- 沖縄テレビ：日曜 19:30 - 20:00

## 劇場版
本シリーズの劇場版は2度制作されており、いずれもテレビシリーズのブローアップ版である。
ムーミン（第1作）
1971年3月17日、「東宝チャンピオンまつり」で上映。1969年版第7話「さよならガオガオ」のブローアップ版。上映時間は26分。
同時上映は『怪獣大戦争 キングギドラ対ゴジラ』（『怪獣大戦争』の改題再映版）『アタックNo.1 涙の不死鳥』『いなかっぺ大将』『昆虫物語 みなしごハッチ』の4本。
ムーミン（第2作）
1972年3月17日、「東映まんがまつり」で上映。1972年版第2話「春を呼ぶ火祭り」のブローアップ版。
同時上映は『ながぐつ三銃士』『仮面ライダー対ショッカー』『スペクトルマン』『さるとびエッちゃん』の4本。

## 発売映像ソフト
- レーザーディスク（LD） - 『ムーミン』第1話 - 第26話。バンダイ1枚7,800円、全7枚。7枚目のみ片面。1枚目の2面にパイロット版の特典映像。詳細解説紙入り。
- ビデオテープ（VHS） - 『ムーミン』愛の巻（第37、第49話）、夢の巻（第34話、第64話）。Vapビデオ、東北新社1巻8,800円。各巻2話収録。
- 『新ムーミン』 - ビデオテープVHS。Vol.0 - 25。Vapビデオ、東北新社。各巻2話（例外として、Vol.0は1話、Vol.25は3話）収録。合計26巻。

上記の通り、1969年版のうち虫プロダクション制作期の放送回については、映像ソフト化も極めて限定的なものに留まった。また、ビデオテープの解説書やカバーには、東北新社の社名が記載されているが、現在の東北新社の関連サイトには『ムーミン』『新ムーミン』ともに掲載されていない。
※他に『ムーミンカラーテレビ絵本』として、アニメーションの絵を元にした書籍が1969年版を中心に発売されているが、1972年版はより低年齢の幼児向けに変えられたため、数が少ない。全22冊。